# Endless Winter
Endless Winter ist ein 2009 initiiertes russisches Independent-Label. Das Label ist auf verschiedene Formen des Extremen Doom Metals spezialisiert. Zu den populärsten über Endless Winter verlegten Bands zählen Interpreten wie Nagaarum, The Cold View, AstorVoltaires, Inframonolithium, Sadael und Ankhagram.
Mit dem Angriff Russlands auf die Ukraine beendete Gennady Semykin den internationalen Versand und beschränkte den Vertrieb auf Musikdownloads. Neue Veröffentlichungen blieben ebenso aus.

## Katalog
| Interpret                       | Herkunft                | Titel                                                       | Genre                         | Veröffentlichungsdatum | Katalognummer             |
| ------------------------------- | ----------------------- | ----------------------------------------------------------- | ----------------------------- | ---------------------- | ------------------------- |
| Krief de Soli                   | Kanada                  | Procul Este, Profani…                                       | Funeral Doom                  | 1. Jan. 2010           | EW-001                    |
| Aura Hiemis                     | Chile                   | While the Rest of the World Sleep                           | Death Doom                    | 25. März 2010          | EW-002                    |
| Lethargy of Death               | Chile                   | Necrology                                                   | Funeral Doom                  | 8. Aug. 2010           | EW-003                    |
| Ego Depths/Dispersive Light     | Ukraine                 | Follow the Skua (Split)                                     | Funeral Doom/Drone Doom       | 25. März 2010          | EW-004                    |
| AstorVoltaires                  | Chile                   | Katan Nagantü                                               | Epic Doom                     | 10. Okt. 2010          | EW-005                    |
| Lapsus Dei                      | Chile                   | In Our Sacred Places (EP)                                   | Death Doom                    | 10. Nov. 2010          | EW-006                    |
| Aura Hiemis/Ego Depths/Sculptor | Chile/Ukraine/ Russland | Synthèse Collectif/The Dark Whormholes (Split)              | Funeral Doom/Death Doom       | 1. Aug. 2011           | EW-007                    |
| Symphonian                      | Ukraine                 | Incarnation of Reality                                      | Gothic Metal                  | 1. Aug. 2011           | EW-008                    |
| Endimion                        | Chile                   | Canción desde la voz primera                                | Death Doom                    | 2. Sep. 2011           | EW-009                    |
| Dreams After Death              | Ungarn                  | Embraced by the Light                                       | Funeral Doom                  | 30. Dez. 2011          | EW-010                    |
| Krief de Soli                   | Kanada                  | Munus solitudinis                                           | Funeral Doom                  | 10. Mai 2012           | EW-011                    |
| Ankhagram                       | Russland                | Thoughts                                                    | Funeral Doom                  | 18. Juni 2012          | EW-012                    |
| Falling Leaves                  | Jordanien               | Mournful Cry Of A Dying Sun                                 | Death Doom                    | 18. Juni 2012          | EW-013                    |
| Aura Hiemis                     | Chile                   | fiVe                                                        | Death Doom                    | 7. Apr. 2013           | EW-014                    |
| Mirror Morionis                 | Russland                | Eternal Unforgiveness                                       | Gothic Metal                  | 1. Sep. 2013           | EW-015                    |
| Sadael                          | Armenien                | Dreams                                                      | Funeral Doom                  | 1. Sep. 2013           | EW-016                    |
| Tectum                          | Ukraine                 | Path to Eternity                                            | Gothic Metal                  | 20. Okt. 2013          | EW-017                    |
| The Cold View                   | Deutschland             | Wires of Woe, Ways of Waste                                 | Funeral Doom / Drone Doom     | 20. Juni 2014          | EW-018                    |
| Mournful Gust                   | Ukraine                 | If We Were Alive                                            | Death Doom                    | 10. Okt. 2014          | EW-019                    |
| Without Dreams                  | Russland                | Rejected by Angel, Betrayed by Demon                        | Funeral Doom                  | 17. Jan. 2015          | EW-020                    |
| Ankhagram                       | Russland                | Under Ruins                                                 | Funeral Doom                  | 15. Mai 2015           | EW-021                    |
| Graveyard of Souls              | Spanien                 | Infinitum Nihil                                             | Death Doom                    | 15. März 2015          | EW-022                    |
| Mirror Morionis                 | Russland                | Last Winter Tolls                                           | Gothic Metal                  | 15. Apr. 2015          | EW-023                    |
| Di Mortales                     | Russland                | Dead Pages                                                  | Death Doom                    | 8. Aug. 2015           | EW-024                    |
| In Oblivion                     | Vereinigte Staaten      | In Oblivion (EP)                                            | Funeral Doom                  | 25. Sep. 2015          | EW-025                    |
| Abysskvlt                       | Russland                | Thanatochromia                                              | Funeral Doom                  | 10. Nov. 2015          | EW-026                    |
| The Extinct Dreams/Unsaved      | Russland/ Georgien      | Metamorphosis (split)                                       | Atmospheric Doom/Funeral Doom | 20. Nov. 2015          | EW-027                    |
| Funerium                        | Finnland                | Cultus Deorum Aliorum/Nihil in Omnino Nusquam (Kompilation) | Funeral Doom                  | 4. Feb. 2016           | EW-028                    |
| Suffer in Paradise              | Russland                | This Dead Is World                                          | Funeral Doom                  | 10. Apr. 2016          | EW-029                    |
| Nagaarum                        | Ungarn                  | D.I.M.                                                      | Post-Black-Metal              | 17. Apr. 2016          | EW-030/GSP-112/OUT-16-005 |
| Graveyard of Souls              | Spanien                 | Pequeños fragmentos de tiempo congelado                     | Death Doom                    | 15. Apr. 2017          | EW-031                    |
| Decemberance                    | Griechenland            | Conceiving Hell                                             | Death Doom                    | 15. Apr. 2017          | EW-032                    |
| Mohraang                        | Russland                | Underworld of Khorrendus                                    | Funeral Doom                  | 10. Mai 2017           | EW-033                    |
| Morphugoria                     | Russland                | Resounding From The Obscurity                               | Death Doom                    | 15. Mai 2017           | EW-034                    |
| Bretus                          | Italien                 | …from the Twilight Zone                                     | Doom Metal                    | 5. Juli 2017           | EW-035                    |
| Mirror Morionis                 | Russland                | Our Bereavement Season                                      | Gothic Metal                  | 8. Aug. 2017           | EW-036                    |
| Aporya                          | Brasilien               | Dead Men Do Not Suffer                                      | Death Doom                    | 31. Aug. 2017          | EW-037/NP-026-17          |
| Nordlumo                        | Russland                | Embraced By Eternal Night                                   | Funeral Doom                  | 1. Okt. 2017           | EW-038                    |
| Suffer in Paradise              | Russland                | Ephemere                                                    | Funeral Doom                  | 1. Okt. 2017           | EW-039                    |
| Shattered Sigh                  | Spanien                 | Distances                                                   | Death Doom                    | 1. Nov. 2017           | EW-040                    |
| Aura Hiemis                     | Chile                   | Silentium Manium                                            | Death Doom                    | 1. Dez. 2017           | EW-041                    |
| Graveyard of Souls              | Spanien                 | Mental Landscapes                                           | Death Doom                    | 20. Nov. 2017          | EW-042                    |
| Throne                          | Italien                 | Consecrates                                                 | Sludge                        | 9. Dez. 2017           | EW-043                    |
| Decemberance                    | Griechenland            | The Demo Years 1998-2001 (Kompilation)                      | Death Doom                    | 1. Jan. 2018           | EW-044 / GSP 192          |
| Decemberance                    | Griechenland            | Inside                                                      | Death Doom                    | 1. Jan. 2018           | EW-045 / GSP 193          |
| Premarone                       | Italien                 | Das Volk der Freiheit                                       | Stoner Doom                   | 20. Jan. 2018          | EW-046                    |
| Suum                            | Italien                 | Buried into the Grave                                       | Stoner Doom                   | 10. März 2018          | EW-047                    |
| Fretting Obscurity              | Ukraine                 | Flags in the Dust                                           | Funeral Doom                  | 25. Mai 2018           | EW-048                    |
| Satori Junk                     | Italien                 | The Golden Dwarf                                            | Stoner Doom                   | 10. Mai 2018           | EW-049                    |
| Colossus Morose                 | Multinational           | Seclusion                                                   | Funeral Doom                  | 1. Juni 2018           | EW-050                    |
| In Oblivion                     | Vereinigte Staaten      | Memories Engraved in Stone                                  | Funeral Doom                  | 1. Juli 2018           | EW-051                    |
| Abysskvlt                       | Russland                | Khaogenesis                                                 | Funeral Doom                  | 12. Aug. 2018          | EW-052                    |
| Omination                       | Tunesien                | Followers of the Apocalypse                                 | Funeral Doom                  | 10. Okt. 2018          | EW-053                    |
| Fordomth                        | Italien                 | I.N.D.N.S.L.E.                                              | Black Doom                    | 10. Nov. 2018          | EW-054                    |
| Wolf Counsel                    | Schweiz                 | Destination Void                                            | Doom Metal                    | 22. Feb. 2019          | EW-055                    |
| Eirð                            | Deutschland             | Rituals                                                     | Funeral Doom                  | 21. Dez. 2018          | EW-056                    |
| Graveyard of Souls              | Spanien                 | Cenizas                                                     | Death Doom                    | 15. Nov. 2018          | EW-057                    |
| Oro                             | Schweden                | Djupets kall                                                | Sludge                        | 1. März 2019           | EW-058                    |
| Inframonolithium                | Belgien                 | The Lightless                                               | Funeral Doom                  | 10. Juli 2019          | EW-059                    |
| Lost Hours                      | Vereinigte Staaten      | Two Masses to Celebrate the Vanity of the Divine            | Funeral Doom                  | 15. Aug. 2019          | EW-060                    |
| Flesh Temple                    | Kanada                  | Lamentations                                                | Death Doom                    | 1. Mai 2020            | EW-061                    |
| The Dead Sea                    | Jordanien               | The Ceremony of Marrying a Mummy                            | Death Doom                    | 15. Juli 2020          | EW-062                    |
| Solemn Echoes                   | Multinational           | Into the Depths of Sorrow                                   | Funeral Doom                  | 1. Mai 2021            | EW-064                    |
| дрём                            | Russland                | 4                                                           | Funeral Doom                  | 15. Mai 2021           | EW-065/GSP 359            |
| Éla                             | Italien                 | Éla                                                         | Death Doom                    | 21. Juni 2021          | EW-066                    |
| In Depths of Winter             | Finnland                | In Depths of Winter                                         | Death Doom                    | 15. Feb. 2022          | EW-066                    |